# Hemisotoma bibasiosetis
Hemisotoma bibasiosetis är en urinsektsart som först beskrevs av Potapov och Sophya K. Stebaeva 1999.  Hemisotoma bibasiosetis ingår i släktet Hemisotoma och familjen Isotomidae. Inga underarter finns listade i Catalogue of Life.